# Église Notre-Dame de Douai
L'église Notre-Dame de Douai est de style gothique primitif.

## Histoire
L'église Notre-Dame dont l'existence est attestée dès 1175 a été constituée en paroisse en 1257. Adossée au rempart, elle a été mêlée à toute l'histoire douaisienne : confrérie des Clercs Parisiens, création de l'université, procession de Gayant
Construite sur une ancienne chapelle du XIIe siècle, transformée du XIIIe siècle au XVe siècle. Elle fut très endommagée en 1944 puis restaurée et rouverte en 1980.
L'église Notre-Dame de Douai fait l'objet d'un classement au titre des monuments historiques depuis le 14 mai 1962

## Description
La nef en grès et briques de la fin du XIIe siècle est couverte d'une voûte en bois du XVe siècle. Le chœur est du XVIe siècle (vitraux modernes de J. Schreiter). Le transept date du XVe siècle (vitraux modernes de Hermet et Gaudin).
Le clocher a été refait en 1971. On peut aussi y voir une pierre tombale du XIIIe siècle et quelques fragments de fresques.

## Le Grand Orgue
Orgue de Facture Muhleisen (Strasbourg) cet orgue s'intègre parfaitement dans l'église. Il possède 2 claviers, 1 pédalier, 29 jeux, et environ 2000 tuyaux. Le titulaire de cet orgue est Denis Tchorek. 

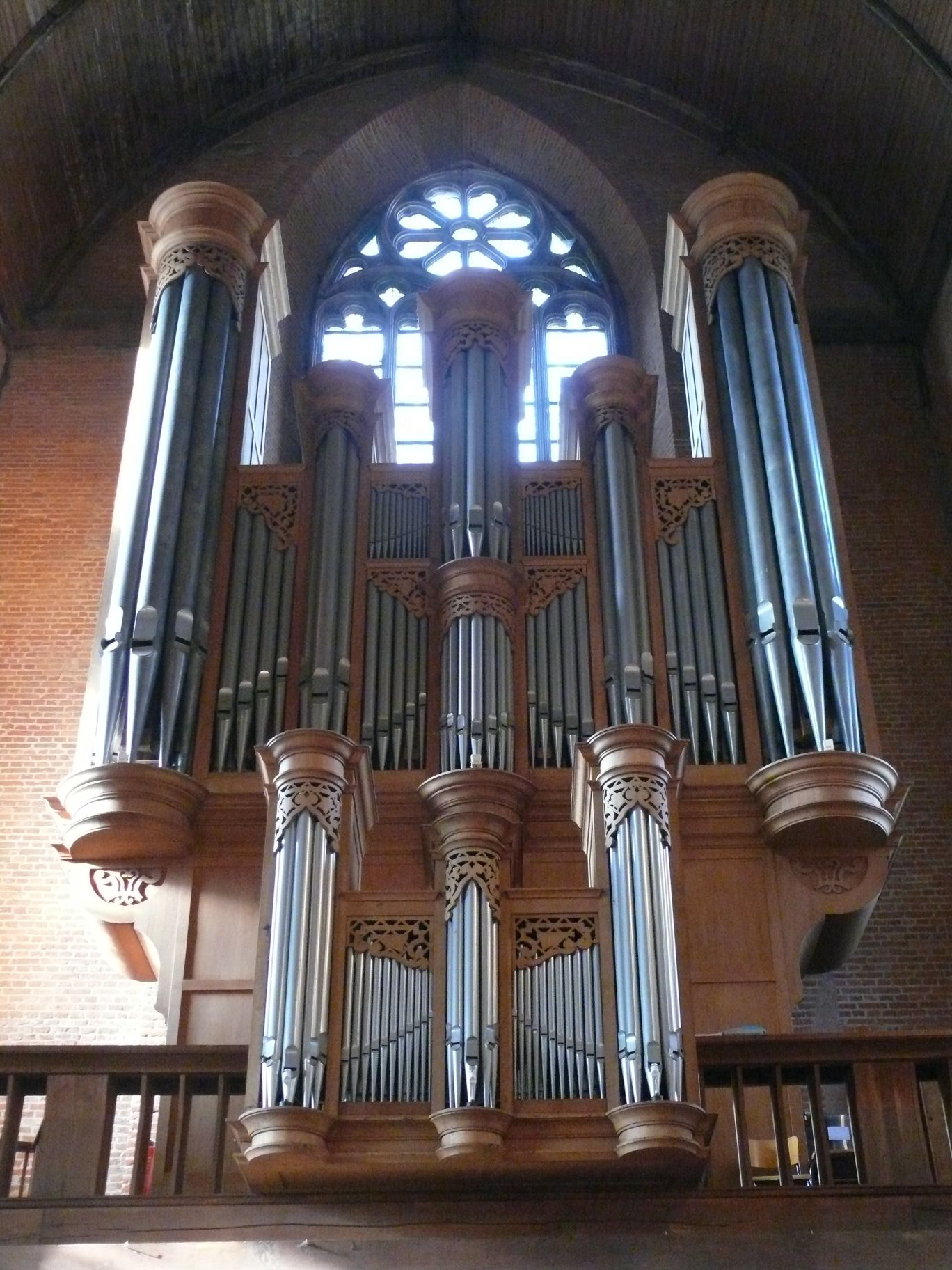
Grand orgue de Notre-Dame.

### Composition de l'Orgue
| I. Positif de dos (56 notes) | II. Grand Orgue (56 notes) | III. Pédale (32 notes)                                                                  |
| --- | --- | --------------------------------------------------------------------------------------- |
| Viole 8 Bourdon 8 Prestant 4 Flûte à cheminée 4 Nazard 22/3 Quarte de Nazard 2 Tierce l3/5 Larigot 1’/3 Cymbale 3 rgs Cromorne 8 Tremblant doux | Bourdon 16 Montre 8 Flûte à fuseau 8 Prestant 4 Flûte conique 4 Nazard 2²/3 Doublette 2 Fourniture 4 rgs Cornet 5 Rgs (2e sol) Trompette 8 Clairon 4 | Montre 16 Flûte 8 Prestant 4 Flûte 2 Fourniture 4 Rgs Bombarde 16 Trompette 8 Clairon 4 |

## Chœur
On remarque facilement que le chœur n'est pas dans l'alignement du transept. Il s'agit d'une imperfection architecturale volontaire, seul Dieu étant parfait. De plus, ce décalage rappelle la tête penchée du Christ en Croix.

## Galerie d'images

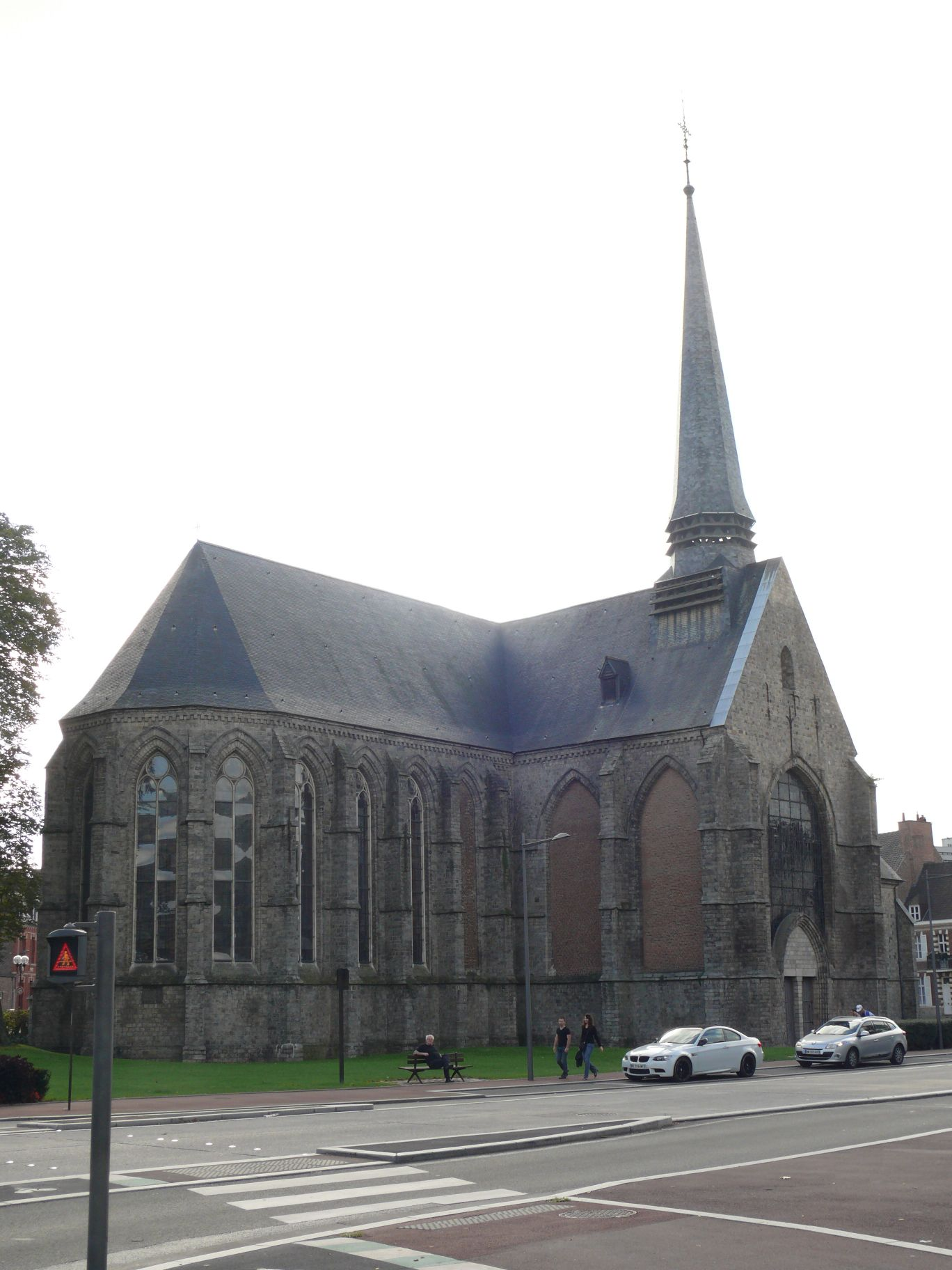
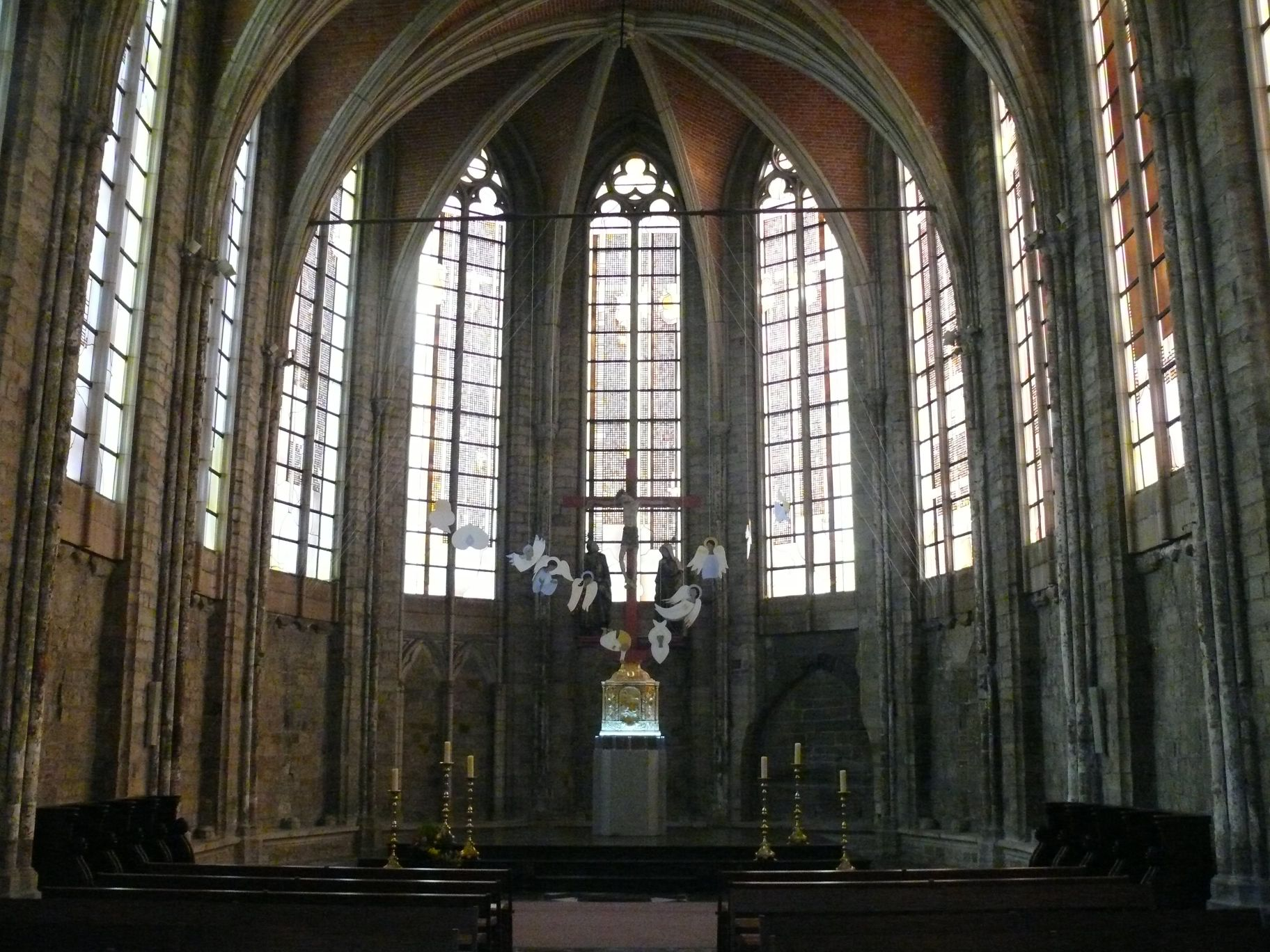
Le chœur.
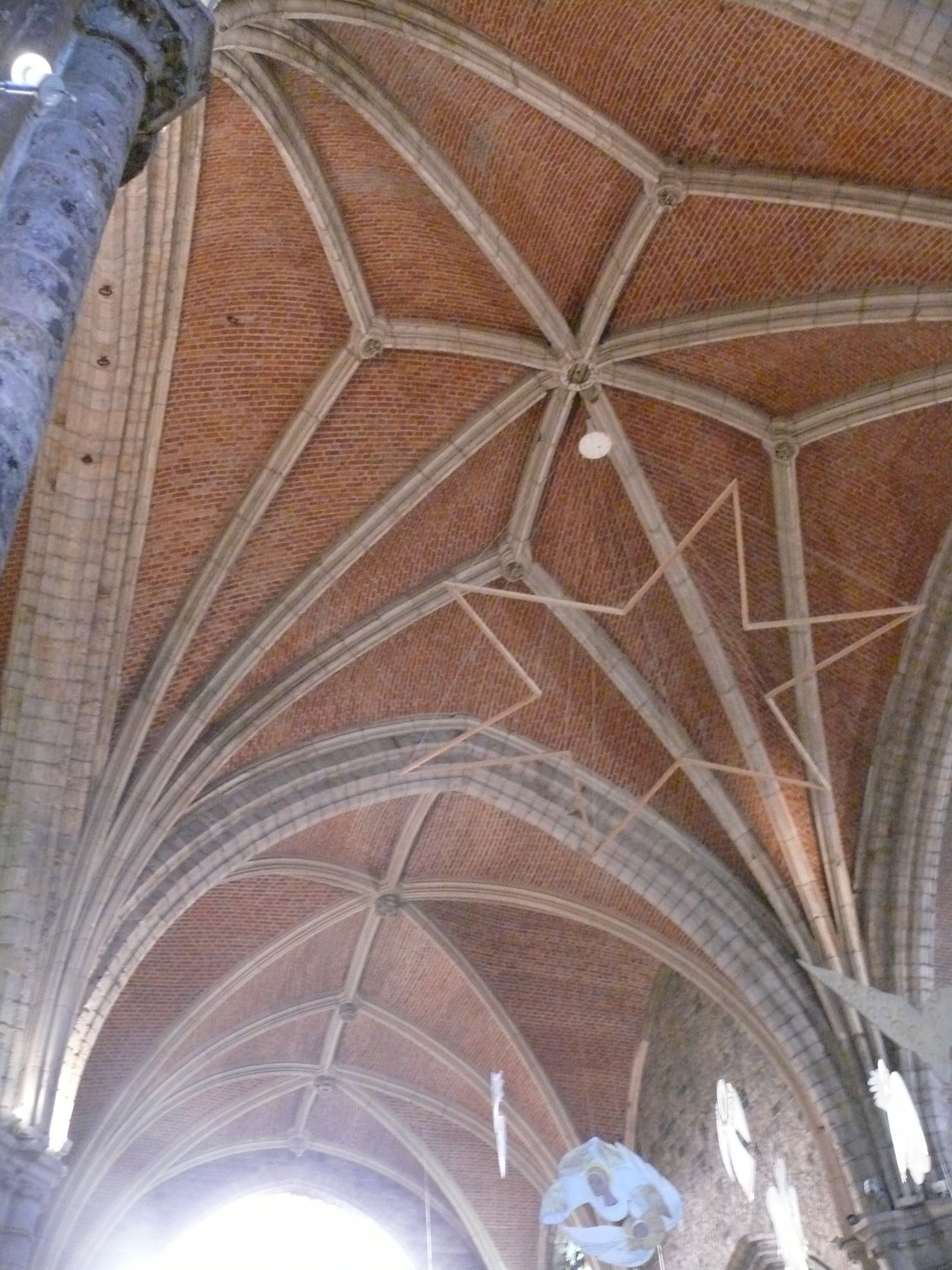
La croisée du transept.
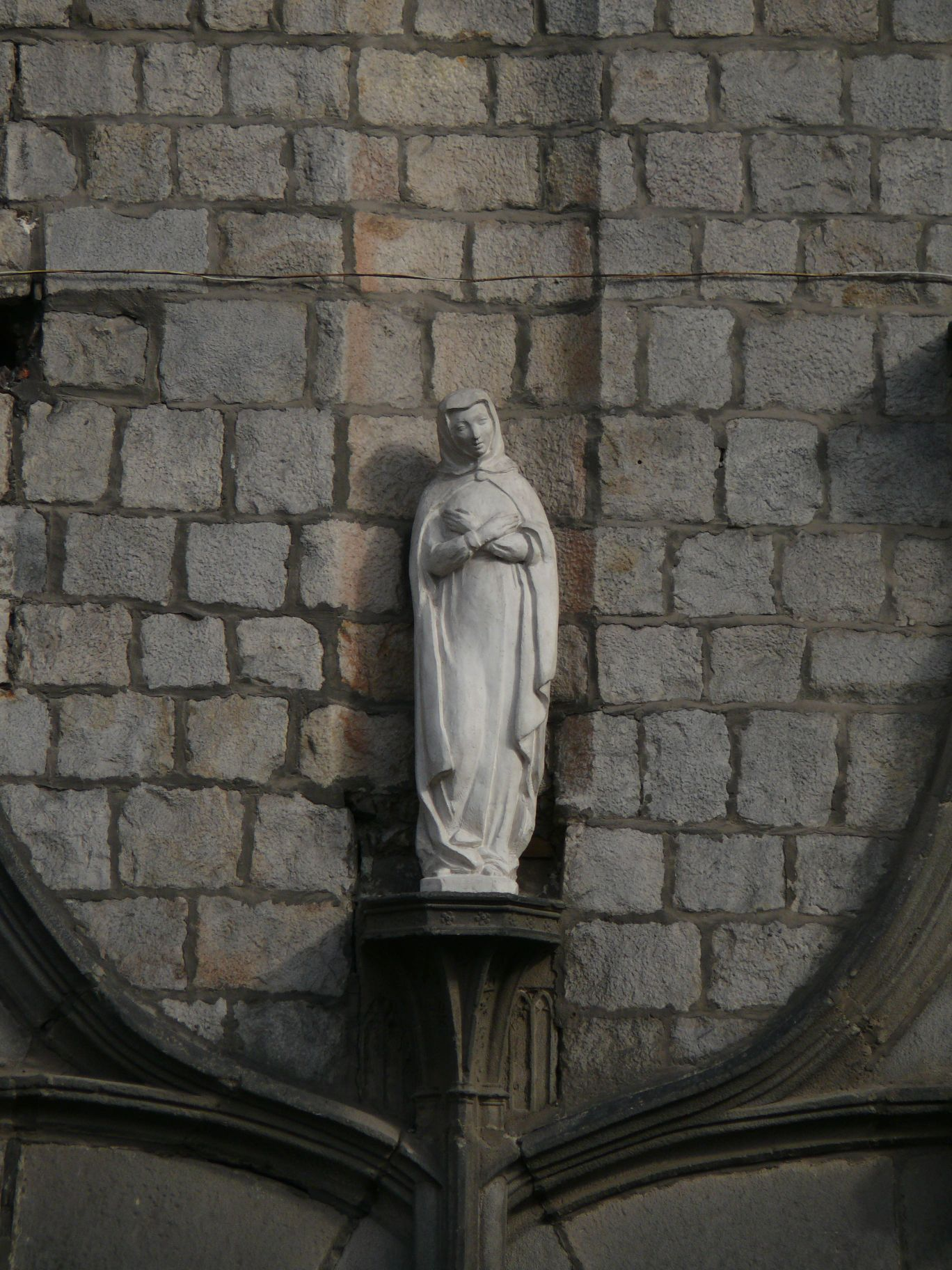
Statue de la Vierge.